# 約翰·范恩
約翰·罗伯特·范恩爵士（英語：Sir John Robert Vane，1927年3月29日—2004年11月19日），英國藥理學家與生物學家，父親是來自俄國的猶太人移民。在伯明罕學習化學，並於1953年在牛津大學獲得博士學位。由於關於阿斯匹靈對於前列腺素生物合成抑制現象的研究，而獲得1982年的諾貝爾生理學或醫學獎。

## 發表文獻
- John Robert Vane. . Nature - New Biology. 1971, 231 (25): 232–5. PMID 5284360.